# Diocesi di Sioux City
La diocesi di Sioux City (in latino Dioecesis Siopolitana) è una sede della Chiesa cattolica negli Stati Uniti d'America suffraganea dell'arcidiocesi di Dubuque. Nel 2023 contava 87.200 battezzati su 461.541 abitanti. È retta dal vescovo John Edward Keehner.

## Territorio
La diocesi occupa la parte nord-occidentale dell'Iowa negli Stati Uniti d'America e comprende 24 contee: Boone, Buena Vista, Calhoun, Carroll, Cherokee, Clay, Crawford, Dickinson, Emmet, Greene, Humboldt, Ida, Kossuth, Lyon, Monona, O'Brien, Osceola, Palo Alto, Plymouth, Pocahontas, Sac, Sioux, Webster e Woodbury.
Sede vescovile è la città di Sioux City, dove si trova la cattedrale dell'Epifania.
Il territorio si estende su 37.164 km² ed è suddiviso in 53 parrocchie.

## Storia
La diocesi è stata eretta il 15 gennaio 1902 con il breve Quae catholico nomini di papa Leone XIII, ricavandone il territorio dall'arcidiocesi di Dubuque.

## Cronotassi dei vescovi
Si omettono i periodi di sede vacante non superiori ai 2 anni o non storicamente accertati.
- Philip Joseph Garrigan † (21 marzo 1902 - 14 ottobre 1919 deceduto)
- Edmond Heelan † (8 marzo 1920 - 20 settembre 1948 deceduto)
- Joseph Maximilian Mueller † (20 settembre 1948 succeduto - 20 ottobre 1970 ritirato[1])
- Frank Henry Greteman † (15 ottobre 1970 - 17 agosto 1983 ritirato)
- Lawrence Donald Soens † (15 giugno 1983 - 28 novembre 1998 dimesso)
- Daniel Nicholas DiNardo (28 novembre 1998 succeduto - 16 gennaio 2004 nominato vescovo coadiutore di Galveston-Houston)
- Ralph Walker Nickless (10 novembre 2005 - 12 febbraio 2025 ritirato)
- John Edward Keehner, dal 12 febbraio 2025

## Statistiche
La diocesi nel 2023 su una popolazione di 461.541 persone contava 87.200 battezzati, corrispondenti al 18,9% del totale.
| anno | popolazione | popolazione | popolazione | presbiteri | presbiteri | presbiteri | presbiteri                | diaconi | religiosi | religiosi | parrocchie |
| anno | battezzati  | totale      | %           | numero     | secolari   | regolari   | battezzati per presbitero | diaconi | uomini    | donne     | parrocchie |
| ---- | ----------- | ----------- | ----------- | ---------- | ---------- | ---------- | ------------------------- | ------- | --------- | --------- | ---------- |
| 1950 | 83.392      | 556.224     | 15,0        | 185        | 170        | 15         | 450                       |         | 23        | 202       | 148        |
| 1966 | 106.738     | 544.019     | 19,6        | 226        | 222        | 4          | 472                       |         | 2         | 664       | 141        |
| 1970 | 108.093     | 512.883     | 21,1        | 224        | 215        | 9          | 482                       |         | 10        | 502       | 140        |
| 1976 | 111.539     | 519.639     | 21,5        | 207        | 200        | 7          | 538                       |         | 8         | 408       | 139        |
| 1980 | 115.000     | 534.000     | 21,5        | 192        | 185        | 7          | 598                       | 4       | 8         | 333       | 140        |
| 1990 | 101.770     | 482.200     | 21,1        | 173        | 172        | 1          | 588                       | 32      | 1         | 121       | 135        |
| 1999 | 83.779      | 472.957     | 17,7        | 171        | 171        |            | 489                       | 36      |           | 103       | 116        |
| 2000 | 96.361      | 473.861     | 20,3        | 160        | 160        |            | 602                       | 38      |           | 99        | 124        |
| 2001 | 97.413      | 468.549     | 20,8        | 161        | 160        | 1          | 605                       | 37      | 1         | 96        | 124        |
| 2002 | 96.899      | 474.494     | 20,4        | 157        | 156        | 1          | 617                       | 37      | 1         | 94        | 124        |
| 2003 | 94.480      | 468.549     | 20,2        | 150        | 149        | 1          | 629                       | 37      | 1         | 85        | 124        |
| 2004 | 94.186      | 468.549     | 20,1        | 150        | 147        | 3          | 627                       | 36      | 3         | 83        | 124        |
| 2010 | 94.821      | 488.000     | 19,4        | 132        | 131        | 1          | 718                       | 37      | 1         | 64        | 113        |
| 2014 | 100.300     | 502.800     | 19,9        | 121        | 121        |            | 828                       | 42      |           | 61        | 111        |
| 2017 | 83.759      | 458.223     | 18,3        | 110        | 109        | 1          | 761                       | 53      | 1         | 56        | 108        |
| 2020 | 85.516      | 455.293     | 18,8        | 94         | 92         | 2          | 909                       | 53      | 2         | 50        | 73         |
| 2022 | 87.699      | 464.361     | 18,9        | 89         | 87         | 2          | 985                       | 52      | 2         | 44        | 54         |
| 2023 | 87.200      | 461.541     | 18,9        | 83         | 80         | 3          | 1.050                     | 58      | 3         | 45        | 53         |